# Équipe d'Argentine de football à la Copa América 1917
L'équipe d'Argentine de football participe à sa 2e Copa América lors de l'édition 1917 qui se tient à Montevideo en Uruguay du 30 septembre au 14 octobre 1917.

## Résultats

### Classement final
Les quatre équipes participantes sont réunies au sein d'une poule unique où chaque formation rencontre une fois ses adversaires. À l'issue des rencontres, l'équipe classée première remporte la compétition.
|   | Équipe    | Pts | J | G | N | P | BP | BC | Diff |
| - | --------- | --- | - | - | - | - | -- | -- | ---- |
| 1 | Uruguay   | 6   | 3 | 3 | 0 | 0 | 9  | 0  | +9   |
| 2 | Argentine | 4   | 3 | 2 | 0 | 1 | 5  | 3  | +2   |
| 3 | Brésil    | 2   | 3 | 1 | 0 | 2 | 7  | 8  | -1   |
| 4 | Chili     | 0   | 3 | 0 | 0 | 3 | 0  | 10 | -10  |

| 3 octobre  | Argentine | 4 | 2 | Brésil    |
| 6 octobre  | Argentine | 1 | 0 | Chili     |
| 14 octobre | Uruguay   | 1 | 0 | Argentine |

### Matchs
| 3 octobre 1917                                                                               | Argentine                                     | 4 – 2                                                                                          | Brésil                       | Parque Pereira (Montevideo)                   |                                               |
|                                                                                              | Calomino 15e · Ohaco 56e, 58e · A. Blanco 80e | (1 - 2)                                                                                        | Neco 8e · Lagreca 39e (pen.) | Spectateurs : 20 000 Arbitrage : Carlos Fanta | Spectateurs : 20 000 Arbitrage : Carlos Fanta |
| Isola - Reyes, Ferro - Matozzi, Olazar, Pepe - Calomino, Ohaco, A. Blanco, Martín, Perinetti | Équipes                                       | Casemiro - Chico Netto, Vidal - Adhemar, Lagreca, Galo - Caetano, Dias, Amílcar, Neco, Arnaldo |                              | Spectateurs : 20 000 Arbitrage : Carlos Fanta | Spectateurs : 20 000 Arbitrage : Carlos Fanta |

| 6 octobre 1917                                                                                  | Argentine           | 1 – 0 | Chili | Parque Pereira (Montevideo)                       |                                                   |
|                                                                                                 | L. García 76e (csc) | (0 - 0)                                                                                                  |       | Spectateurs : 15 000 Arbitrage : Alvaro Saralegui | Spectateurs : 15 000 Arbitrage : Alvaro Saralegui |
| Isola - Reyes, Ferro - Matozzi, Olazar, Martínez - Vivaldo, Ohaco, A. Blanco, Martín, Perinetti | Équipes             | Guerrero - Gatica, Cárdenas - L. García, Guevara, Alvarado - H. Muñoz, Rojas, B. Muñoz, Bolados, Paredes |       | Spectateurs : 15 000 Arbitrage : Alvaro Saralegui | Spectateurs : 15 000 Arbitrage : Alvaro Saralegui |

| 14 octobre 1917                                                                                              | Uruguay        | 1 – 0                                                                                        | Argentine | Parque Pereira (Montevideo)                       |                                                   |
| | H. Scarone 62e | (0 - 0)                                                                                      |           | Spectateurs : 40 000 Arbitrage : Juan Livingstone | Spectateurs : 40 000 Arbitrage : Juan Livingstone |
| Saporiti 70e - Foglino, Varela - Pacheco, Rodríguez, Vanzzino - Pérez, H. Scarone, Romano, C. Scarone, Somma | Équipes        | Isola - Reyes, Ferro - Matozzi, Olazar, Martínez - Calomino, Ohaco, Hayes, Martín, Perinetti |           | Spectateurs : 40 000 Arbitrage : Juan Livingstone | Spectateurs : 40 000 Arbitrage : Juan Livingstone |

## Navigation